# Macrozamia lomandroides
Macrozamia lomandroides är en kärlväxtart som beskrevs av David Lloyd Jones. Macrozamia lomandroides ingår i släktet Macrozamia och familjen Zamiaceae. IUCN kategoriserar arten globalt som starkt hotad. Inga underarter finns listade i Catalogue of Life.